# Macbeth (film, 1987)
Pour les articles homonymes, voir Macbeth.

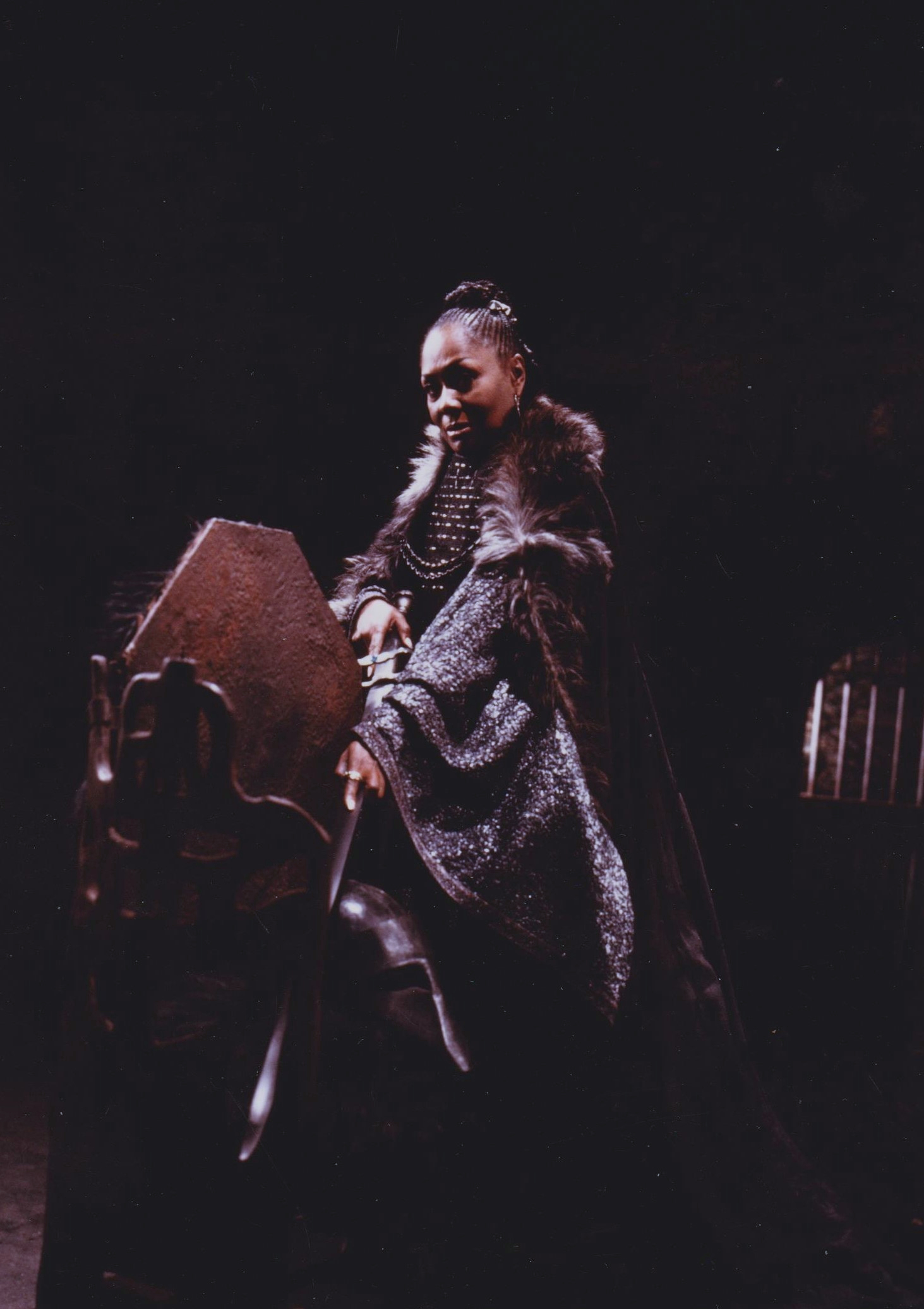
Lady Macbeth (Shirley Verret) dans une scène du film

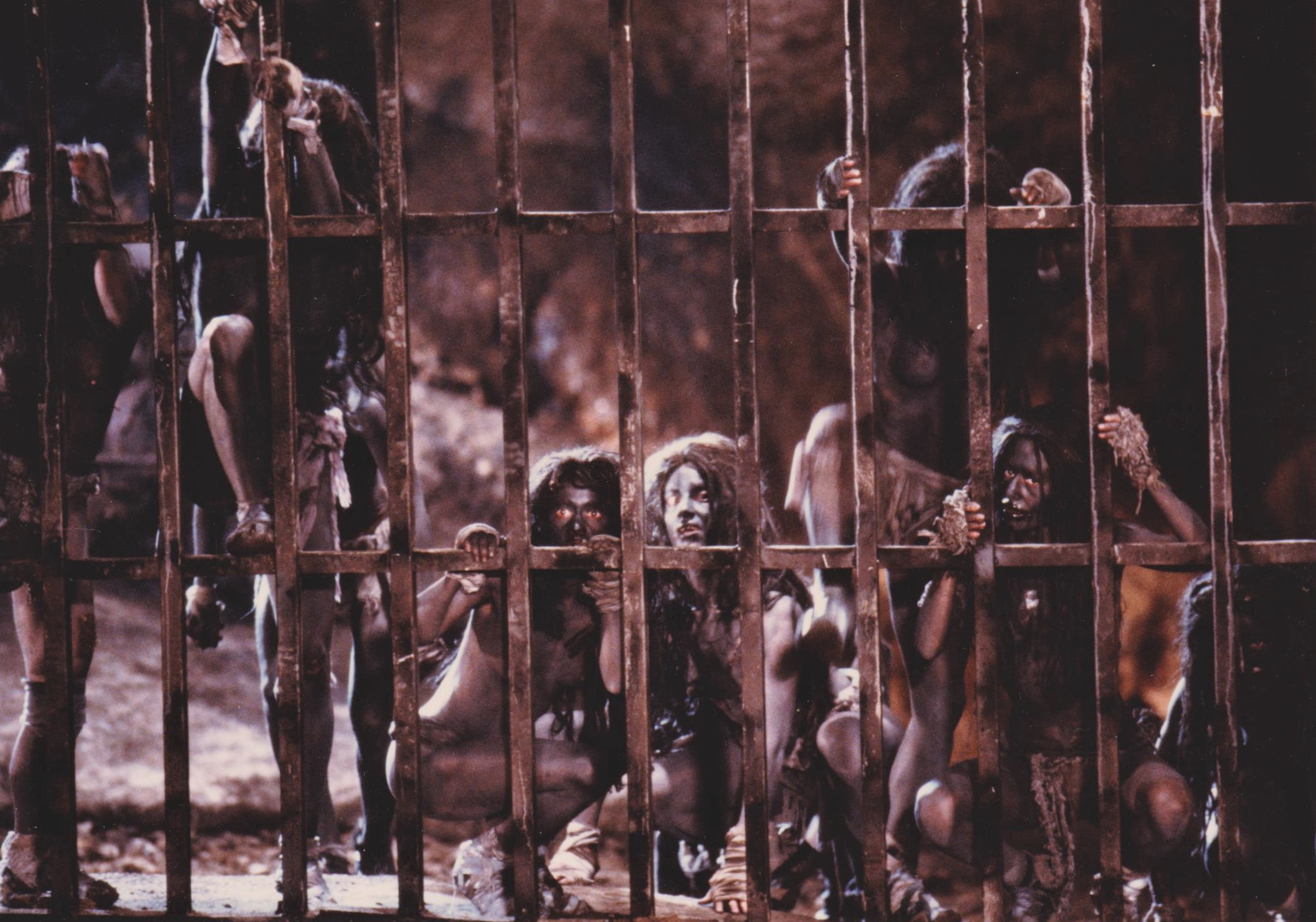
Les sorcières dans le film.

Macbeth est un film français réalisé par Claude d'Anna en 1987, c'est la version filmée de l'opéra du même nom de Giuseppe Verdi.
Il a été présenté au festival de Cannes en 1987.

## Fiche technique
- Directeur de la photographie : Pierre Dupouey
- Montage : Reine Wekstein
- Costumes : Didier Sainderichin
- Décors : Eric Simon
- Genre : musical
- Format : Couleur - 1,66:1 - 35 mm - Son Dolby
- Durée : 133 minutes

## Distribution
- Leo Nucci : Macbeth
- Shirley Verrett : Lady Macbeth
- Samuel Ramey : Banco (voix)
- Johan Leysen : Banco
- Veriano Luchetti : Macduff (voix)
- Philippe Volter : Macduff
- Antonio Barasonda : Malcolm
- Anna Caterina Antonacci : Dama